# Éléonore Louise de Guastalla
Éléonore Louise de Gonzague de Guastalla (Guastalla, 13 novembre 1686 – Padoue, 16 mars 1741) est né du second mariage du prince Vincent Ier de Guastalla  duc de Guastalla et Sabbioneta avec sa cousine Marie-Victoire de Guastalla.

## Biographie
Le 14 juillet 1709 elle est mariée contre son gré au prince et ancien cardinal Francesco Maria de' Medici, frère du grand-duc de Toscane Cosme III de Médicis, de vingt-six ans son aîné, incroyablement obèse et malade, dans une tentative pour obtenir une descendance pour conserver le grand-duché dans la famille de Médicis. La jeune femme consent à des rapports sexuels après une longue insistance de la part de la famille et de ses confesseurs, mais cela ne conduit pas aux résultats escomptés, entraînant l'extinction de la dynastie.
L'épisode est raconté par Ugo Chiti dans le jeu est le Cardinal Noir, joué ensuite par son Entreprise dans l'Arche Bleue, avec Alessandro Benvenuti dans le rôle du protagoniste.
Après la mort de son mari, qui a lieu le 3 février 1711, Éléonore Louise mène une vie agitée, errant en Italie et à l'étranger. Elle aurait eu des relations avec ses serviteurs et donné naissance à des enfants illégitimes.
Éléonore Louise aurait dû se remarier en 1718 avec Philippe de Hesse-Darmstadt, qui est veuf depuis 1714, mais le mariage est annulé au dernier moment.
Éléonore-Louise de Gonzague vit ses dernières années à Padoue, où, complètement démente, elle est morte en 1741. Elle est enterrée à la Basilique Saint-Antoine de Padoue dans la chapelle de la Bienheureuse Luc, à côté de Bridget Pico.

## Honneurs
- 3e mai 1730:  Noble Dame de l'Ordre Impériale la Croix étoilée; par ordonnance impériale de Wilhelmine-Amélie_de_Brunswick-Lunebourg;